# Антоније Туна Освалд
Антоније Туна Освалд (Бераун, Чешка, 12. VIII 1864. – Мол, 17. VII 1936) јесте композитор, хоровођа и музички педагог.
У Прагу је похађао Земаљску музичку учитељску школу и завршио виши курс из композиције. У Старом Бечеју од 1884. био ангажован за наставника певања и хоровођу Српског црквеног певачког друштва. Од 1889-1911. био капелник Српског народног позоришта у Новом Саду, где је дириговао првом оперском представом. У Панчеву од 1911. ради као наставник музике Српске грађанске школе и хоровођа панчевачког Српског црквеног певачког друштва. Након пензионисања 1928. предавао је музику у Учитељским школама у Сомбору и Суботици. Компоновао је клавирска дела у жанру интернационалних игара, хорска дела, соло-песме, око двадесет песама за децу, соколе и војнике (Коло, Сватовско коло, Попутница) и музику за три позоришна комада: Апотеоза Ђорђа Малетића (1899), Сватови Драгутина Илића (1901) и Царев гласник по Жилу Верну (1905).

## Дела
- Народно тамбурашко коло за гласовир у четири руке
- салонски комад Последњи поздрав
- Сватовско коло
- Соколско коло
- Српски народни Милетићев марш